# The Unforgivable
The Unforgivable is een Amerikaans-Brits-Duitse dramafilm uit 2021, geregisseerd door Nora Fingscheidt. De film is gebaseerd op de Britse miniserie Unforgiven uit 2009, geschreven door Sally Wainwright.

## Verhaal
Een vrouw wordt vrijgelaten uit de gevangenis na het uitzitten van een gevangenisstraf voor een gewelddadige misdaad en keert terug naar een samenleving die weigert haar te vergeven.

## Rolverdeling
| Acteur            | Personage         |
| ----------------- | ----------------- |
| Sandra Bullock    | Ruth Slater       |
| Vincent D'Onofrio | John Ingram       |
| Viola Davis       | Liz Ingram        |
| Jon Bernthal      | Blake             |
| Richard Thomas    | Michael Malcolm   |
| Linda Emond       | Rachel Malcolm    |
| Aisling Franciosi | Katherine Malcolm |
| Rob Morgan        | Vincent Cross     |
| W. Earl Brown     | Mac Whelan        |

## Productie
In augustus 2010 werd voor het eerst gemeld dat Graham King van plan was een speelfilmaanpassing van de Britse miniserie Unforgiven uit 2009 te produceren. Christopher McQuarrie werd ingehuurd om het script te regisseren en te schrijven waarin Angelina Jolie oorspronkelijk de hoofdrol zou spelen. McQuarrie, die zich in de tussentijd niet aan het project kon wijden vanwege zijn werk aan Jack Reacher, keerde in 2013 terug naar het script.
In november 2019 werd bekend dat Sandra Bullock zou schitteren in de toen nog titelloze film en dat ze via haar bedrijf Fortis Films als producer bij de film betrokken zou zijn. Veronica Ferres sloot zich aan bij Construction Filmproduktion. Daarnaast werd de koerswijziging naar Nora Fingscheidt bekend en meldt dat Netflix de distributie van de film zou overnemen.
De opnames begonnen begin februari 2020 in Vancouver en zouden twee maanden later op 9 april 2020 moeten eindigen. Vanwege de COVID-19-pandemie werden de opnames medio maart 2020 echter onderbroken. De opnames werden begin september van hetzelfde jaar hervat en eindigden anderhalve maand later, op 15 oktober 2020. Cinematograaf Guillermo Navarro gebruikte voor de film Red Digital Cinema-camera's en Arri-lenzen die hij eerder met Dolittle had gebruikt. The Unforgivable is een van de eerste Netflix-producties die is opgenomen in de Canadian Motion Picture Park Studios in Burnaby.

### Muziek
Op 26 oktober 2021 werden Hans Zimmer en David Fleming aangekondigd als de filmcomponisten.

## Release
In augustus 2021 werd de titel van de film onthuld als The Unforgivable. De film ging in première op 24 november 2021 in een select aantal Amerikaanse bioscopen, voorafgaand aan streaming op Netflix op 10 december 2021.

## Ontvangst
De film ontving gemengde recensies van critici. Op Rotten Tomatoes heeft The Unforgivable een waarde van 39% en een gemiddelde score van 5,00/10, gebaseerd op 59 recensies. Op Metacritic heeft de film een gemiddelde score van 41/100, gebaseerd op 18 recensies.